# Sint-Donatuskerk (Dorne)

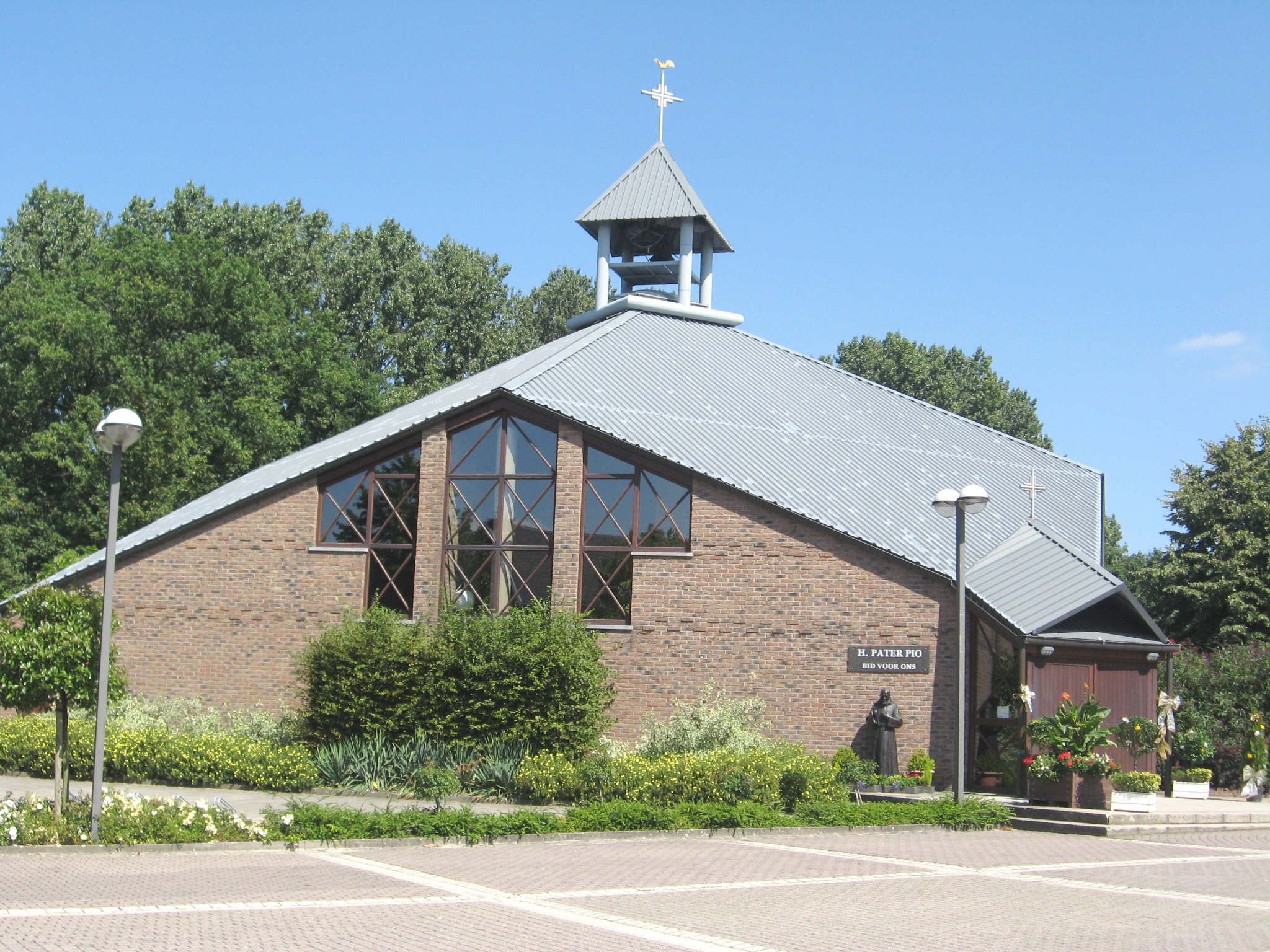
Sint-Donatuskerk

De Sint-Donatuskerk is de parochiekerk van het bij Opoeteren gelegen gehucht Dorne, gelegen aan de Weg naar As.
Sinds de 17e eeuw bestond er, aan de Nielerstraat, reeds een Sint-Donatuskapel, welke nog steeds aanwezig is. Het is een witgekalkt bakstenen zaalkerkje van drie traveeën met een driezijdige koorsluiting. Het koor en de twee aansluitende traveeën zijn 17e-eeuws, de westtravee is 19e-eeuws. Het dak en het dakruitertje zijn bedekt met leien. De glas-in-loodramen zijn in 2000 aangebracht.
In 1923 werd er, door Karel Gessler, een bakstenen zaalkerkje gebouwd ter vervanging van deze kapel. In 1936 werd het zaalkerkje vergroot met één travee, en hierop kwam een klein, vooruitspringend, torentje. In 1947 werd ze verheven tot parochiekerk.
Tot het interieur behoorde een kruisbeeld in Maaslandse stijl uit omstreeks 1540, een 18e-eeuwse communiebank en een hardstenen doopvont in Romaanse stijl uit de 13e eeuw. Er is een grafsteen uit 1623 voor Dionysius van Oeteren, die burgemeester van Luik is geweest.
Eind 20e eeuw werd een nieuwe parochiekerk gebouwd in moderne stijl, ook aan de Weg naar As. Het is een kerk met een vierkante plattegrond die gedekt is door een tentdak. Aldus zijn er vier puntgevels. Centraal bevindt zich een klokkentorentje.
De oude Sint-Donaaskerk, die nog een tijdje als openbare bibliotheek in gebruik is geweest, werd in 2008 openbaar verkocht.